# Amalaka
Pour les articles homonymes, voir Kalasha.

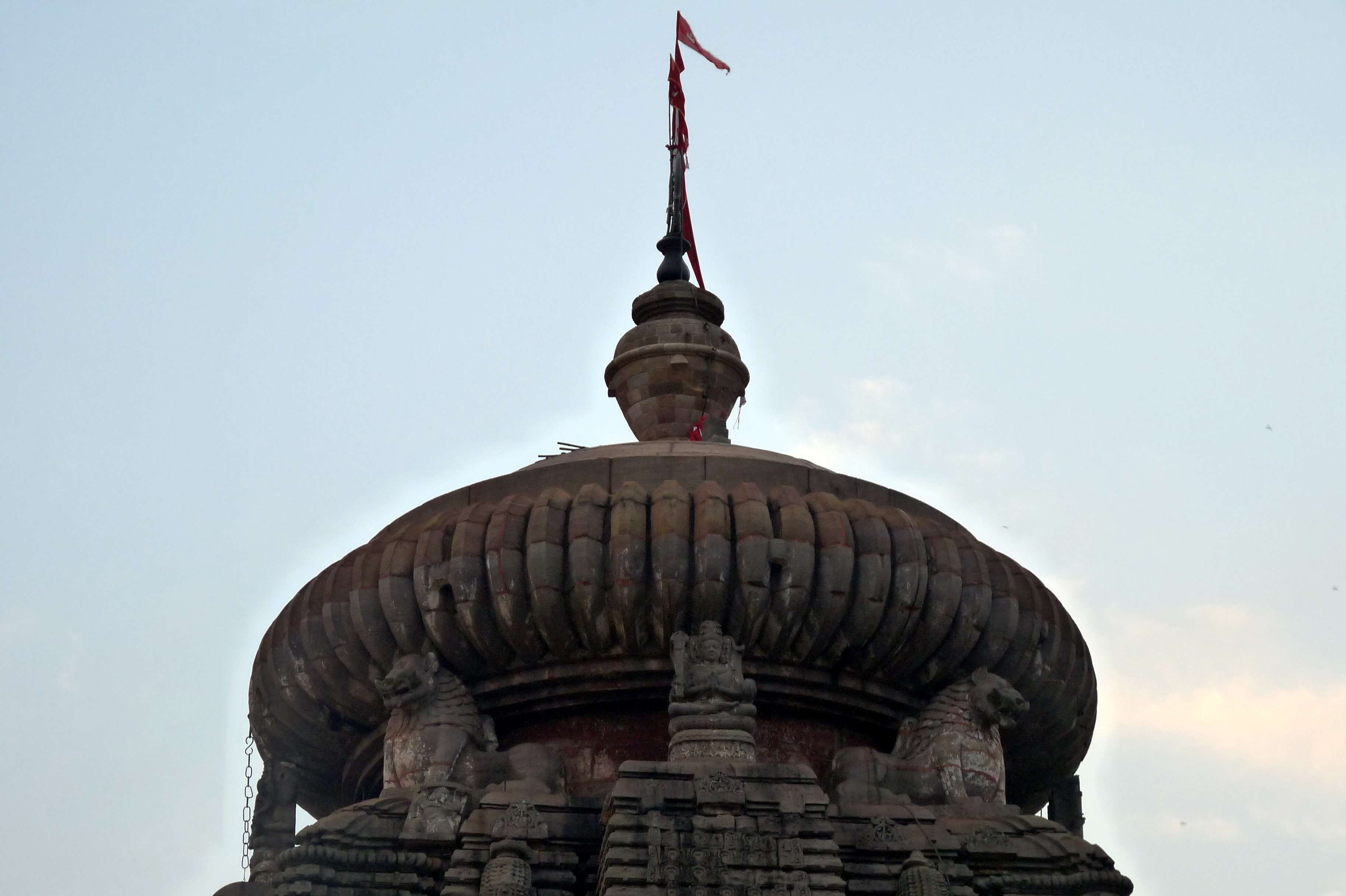
Amalaka au sommet du temple de Lingaraja temple à Bhubaneswar

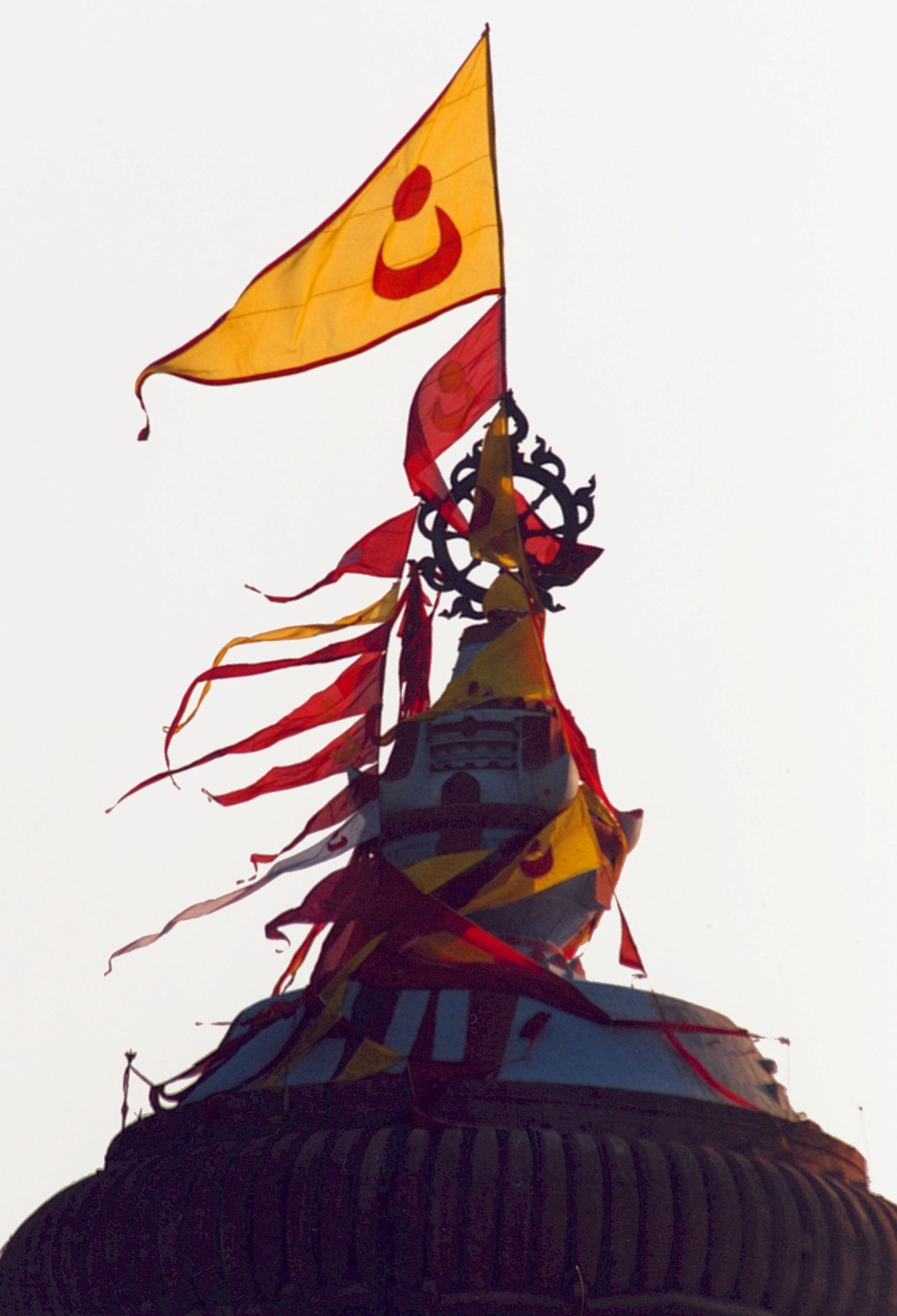
Drapeaux sur l'amalaka du temple de Jagannath à Puri

Un Amalaka est un disque de pierre aux bords arrondis et côtelés. On le trouve au sommet de certains temples hindouistes
.
Ce mot désigne aussi le fruit dénommé groseille à maquereau et l'arbuste duquel il pousse. Dans certaines régions de l'Inde, on le trouve aussi sur des piliers de temples rupestres.
Il représente le royaume des cieux.
Au-dessus de l'amalaka se trouve souvent un vase en forme de bulbe portant le nom de kalasam. On y accroche parfois les drapeaux du temple.